# VM i ishockey 2017 - Division II
VM i Ishockey 2017 - Division II var en international ishockeyturnering arrangeret af International Ice Hockey Federation. Gruppe A blev spillet i Galati, Rumænien fra den 3. til 9. april 2017, og gruppet på i Auckland, New Zealand fra 4. til 10. april 2017.

## Spillesteder
| Division II A                       | Division II B                       |
| Galați                              | Auckland                            |
| Galați Skating Rink Capacity: 5,000 | Paradice Botany Downs Capacity: 400 |

## Division II A
Skabelon:Infobox international hockey competition

### Deltagere
| Hold       | Kvalifikation                                                 |
| ---------- | ------------------------------------------------------------- |
| Rumænien   | Vært, 6. plads i Division I B sidste år, og dermed nedrykket. |
| Spanien    | 2. plads sidste år i Division II A.                           |
| Belgien    | 3. plads sidste år i Division II A.                           |
| Serbien    | 4. plads sidste år i Division II A.                           |
| Island     | 5. plads sidste år i Division II A.                           |
| Australien | 1. plads i Division IIB sidste og, og dermed oprykning.       |

### Dommere
4 dommere og 7 linjedommere blev udtaget til turneringen.
| Referees - Aaro Brannare - Andrea Moschen - Andrei Shrubok - Ramon Sterkens | Linesmen - Lodewyk Beelen - Markus Eberl - Benas Jakšys - Stian Losneslokken - István Máthé - Levente-Szilard Siko - Vladimir Yefremov |

### Stilling
| Pos | Hold         | K | V | OTV | OTT | T | MF | MM | M+/- | P  | Kvalifikation eller nedrykning |
| --- | ------------ | - | - | --- | --- | - | -- | -- | ---- | -- | ------------------------------ |
| 1   | Rumænien (P) | 5 | 4 | 0   | 0   | 1 | 24 | 5  | +19  | 12 | Oprykning til Division I B     |
| 2   | Australien   | 5 | 3 | 1   | 0   | 1 | 16 | 13 | +3   | 11 |                                |
| 3   | Serbien      | 5 | 2 | 0   | 2   | 1 | 23 | 15 | +8   | 8  |                                |
| 4   | Belgien      | 5 | 2 | 0   | 0   | 3 | 17 | 27 | −10  | 6  |                                |
| 5   | Island       | 5 | 2 | 0   | 0   | 3 | 10 | 20 | −10  | 6  |                                |
| 6   | Spanien      | 5 | 0 | 1   | 0   | 4 | 13 | 23 | −10  | 2  | Relegation to Division II B    |

1. 1 2  Iceland 3–9 Belgium

### Resultater
All times are local (UTC+3).
| 3. april 2017 13:00 | Australien | 4–3 OT (1–1, 0–1, 2–1) OT: (1–0) | Serbien | Galați Skating Rink, Galați Tilskuere: 250 |

| Rapport | Rapport                                 | Rapport | Rapport           | Rapport                                                                     |
| --- | --------------------------------------- | --- | ----------------- | --------------------------------------------------------------------------- |
| | Anthony Kimlin                          | Målmænd | Arsenije Ranković | Dommer: Ramon Sterkens Linjedommere: Levente-Szilard Siko Vladimir Yefremov |
| Darge (Tesarik) – 07:28 / Powell (Humphries) – 41:20 / Rezek (Malloy, Todd) (PP) – 41:55 / Rezek (L. Webster, Woodman) (PP) – 61:17 | 1–0 / 1–1 / 1–2 / 2–2 / 3–2 / 3–3 / 4–3 | 14:47 – Luković (Milovanović, Crnogorac) (PP2) / 31:33 – Milovanović (Popravko, Crnogorac) / 55:26 – Sretoviċ (Popravko, Đumić) |                   | Dommer: Ramon Sterkens Linjedommere: Levente-Szilard Siko Vladimir Yefremov |
| 16 min | Strafminutter                           | 10 min |                   | Dommer: Ramon Sterkens Linjedommere: Levente-Szilard Siko Vladimir Yefremov |
| 29 | Skud                                    | 44 |                   | Dommer: Ramon Sterkens Linjedommere: Levente-Szilard Siko Vladimir Yefremov |

| 3. april 2017 16:30 | Spanien | 2–3 (1–2, 1–1, 0–0) | Island | Galați Skating Rink, Galați Tilskuere: 190 |

| Rapport                                                                  | Rapport                     | Rapport                                                                                  | Rapport         | Rapport                                                       |
| ------------------------------------------------------------------------ | --------------------------- | ---------------------------------------------------------------------------------------- | --------------- | ------------------------------------------------------------- |
|                                                                          | Ignacio García              | Målmænd                                                                                  | Dennis Hedström | Dommer: Aaro Brannare Linjedommere: Markus Eberl István Máthé |
| Boronat (Solórzano) – 04:48 / González (A. García, Quevedo) (PP) – 37:09 | 0–1 / 1–1 / 1–2 / 2–2 / 2–3 | 00:07 – Maack (Björnsson) / 07:20 – Leifsson (PP) / 38:59 – Pålsson (Maack, R. Hedström) |                 | Dommer: Aaro Brannare Linjedommere: Markus Eberl István Máthé |
| 4 min                                                                    | Strafminutter               | 12 min                                                                                   |                 | Dommer: Aaro Brannare Linjedommere: Markus Eberl István Máthé |
| 41                                                                       | Skud                        | 22                                                                                       |                 | Dommer: Aaro Brannare Linjedommere: Markus Eberl István Máthé |

| 3. april 2017 20:00 | Belgien | 1–9 (1–2, 0–3, 0–4) | Rumænien | Galați Skating Rink, Galați Tilskuere: 2,230 |

| Rapport                               | Rapport                                                   | Rapport | Rapport                | Rapport                                                                |
| ------------------------------------- | --------------------------------------------------------- | --- | ---------------------- | ---------------------------------------------------------------------- |
|                                       | Arthur Legrand                                            | Målmænd | Zoltán Toke Ottó Onodi | Dommer: Andrei Shrubok Linjedommere: Lodewyk Beelen Stian Losneslokken |
| Paulus (V. Morgan, M. Morgan) – 05:29 | 1–0 / 1–1 / 1–2 / 1–3 / 1–4 / 1–5 / 1–6 / 1–7 / 1–8 / 1–9 | 11:23 – Mihály (Gliga, Fodor) / 19:42 – Mihály (Gliga, Nagy) / 23:11 – Mihály (M. Bíró, Georgescu) (PP) / 27:40 – Irimia (M. Bíró, O. Bíró) (PP) / 34:34 – Mihály (Fodor) / 43:17 – Fodor (Gliga) / 47:30 – Mihály (Gliga, S. Rokaly) / 54:36 – Sallo (G. Bíró, M. Bíró) / 58:21 – Bocu (Gecse, Georgescu) |                        | Dommer: Andrei Shrubok Linjedommere: Lodewyk Beelen Stian Losneslokken |
| 12 min                                | Strafminutter                                             | 4 min |                        | Dommer: Andrei Shrubok Linjedommere: Lodewyk Beelen Stian Losneslokken |
| 21                                    | Skud                                                      | 39 |                        | Dommer: Andrei Shrubok Linjedommere: Lodewyk Beelen Stian Losneslokken |

| 4. april 2017 13:00 | Island | 2–3 (0–1, 2–1, 0–1) | Australien | Galați Skating Rink, Galați Tilskuere: 250 |

| Rapport                                                                 | Rapport                     | Rapport | Rapport        | Rapport                                                       |
| ----------------------------------------------------------------------- | --------------------------- | --- | -------------- | ------------------------------------------------------------- |
|                                                                         | Dennis Hedström             | Målmænd | Anthony Kimlin | Dommer: Aaro Brannare Linjedommere: Benas Jakšys István Máthé |
| R. Hedström (Maack, Ingason) – 32:44 / Ingason (Björnsson) (PP) – 36:50 | 0–1 / 0–2 / 1–2 / 2–2 / 2–3 | 14:23 – Woodman (Powell, Humphries) (PP) / 30:39 – Darge (L. Webster) / 43:00 – Baranzelli (Powell, Rezek) (PP) |                | Dommer: Aaro Brannare Linjedommere: Benas Jakšys István Máthé |
| 14 min                                                                  | Strafminutter               | 16 min |                | Dommer: Aaro Brannare Linjedommere: Benas Jakšys István Máthé |
| 30                                                                      | Skud                        | 31 |                | Dommer: Aaro Brannare Linjedommere: Benas Jakšys István Máthé |

| 4. april 2017 16:30 | Spanien | 3–5 (0–1, 0–2, 3–2) | Belgien | Galați Skating Rink, Galați Tilskuere: 210 |

| Rapport | Rapport                                       | Rapport | Rapport       | Rapport                                                                  |
| --- | --------------------------------------------- | --- | ------------- | ------------------------------------------------------------------------ |
| | Ignacio García                                | Målmænd | Jean Cornelis | Dommer: Andrea Moschen Linjedommere: Lodewyk Beelen Levente-Szilard Siko |
| Rubio (García-Arias) – 52:51 / Puyuelo (Solórzano, Boronat) (PP) – 57:58 / Brabo (Boronat, Paul) (SH) – 59:58 | 0–1 / 0–2 / 0–3 / 0–4 / 1–4 / 1–5 / 2–5 / 3–5 | 07:46 – B. Kolodziejczyk (M. Morgan, V. Morgan) / 21:26 – B. Kolodziejczyk (De Smet, Pellegrims) / 25:06 – M. Morgan (V. Morgan) (SH) / 41:07 – Distate (B. Kolodziejczyk, Paulus) (PP) / 56:53 – Bremer (Pellegrims) (PP) |               | Dommer: Andrea Moschen Linjedommere: Lodewyk Beelen Levente-Szilard Siko |
| 20 min | Strafminutter                                 | 24 min |               | Dommer: Andrea Moschen Linjedommere: Lodewyk Beelen Levente-Szilard Siko |
| 24 | Skud                                          | 32 |               | Dommer: Andrea Moschen Linjedommere: Lodewyk Beelen Levente-Szilard Siko |

| 4. april 2017 20:00 | Rumænien | 4–1 (2–0, 0–1, 2–0) | Serbien | Galați Skating Rink, Galați Tilskuere: 2,100 |

| Rapport | Rapport                     | Rapport                                | Rapport           | Rapport                                                             |
| --- | --------------------------- | -------------------------------------- | ----------------- | ------------------------------------------------------------------- |
| | Zoltán Toke                 | Målmænd                                | Arsenije Ranković | Dommer: Ramon Sterkens Linjedommere: Markus Eberl Vladimir Yefremov |
| Flinta (Nagy, M. Bíró) – 06:47 / Georgescu (Bocu, Irimia) – 16:05 / M. Bíró (Peter) – 40:37 / Flinta (Georgescu, N. Rokaly) – 44:24 | 1–0 / 2–0 / 2–1 / 3–1 / 4–1 | 36:10 – Filipović (Milovanović, Bibić) |                   | Dommer: Ramon Sterkens Linjedommere: Markus Eberl Vladimir Yefremov |
| 12 min | Strafminutter               | 18 min                                 |                   | Dommer: Ramon Sterkens Linjedommere: Markus Eberl Vladimir Yefremov |
| 40 | Skud                        | 19                                     |                   | Dommer: Ramon Sterkens Linjedommere: Markus Eberl Vladimir Yefremov |

| 6. april 2017 13:00 | Belgien | 2–9 (1–2, 0–2, 1–5) | Serbien | Galați Skating Rink, Galați Tilskuere: 100 |

| Rapport                                                    | Rapport                                                         | Rapport | Rapport           | Rapport                                                                |
| ---------------------------------------------------------- | --------------------------------------------------------------- | --- | ----------------- | ---------------------------------------------------------------------- |
|                                                            | Jean Cornelis                                                   | Målmænd | Arsenije Ranković | Dommer: Andrei Shrubok Linjedommere: István Máthé Levente-Szilard Siko |
| Paulus (PP) – 16:18 / B. Kolodziejczyk (M. Morgan) – 50:04 | 0–1 / 0–2 / 1–2 / 1–3 / 1–4 / 1–5 / 1–6 / 2–6 / 2–7 / 2–8 / 2–9 | 01:07 – Sretović / 07:25 – Popravko (Sretović) / 23:55 – Đumić (Milovanović) / 28:29 – Vučurević (Luković, Crnogorac) (PP) / 41:09 – Vučurević (Sretović, Crnogorac) / 44:02 – Sabados (Vučurević, Sretović) / 53:13 – Luković (Vučurević) (PP) / 54:44 – Ogrizović (Brkušanin) / 59:22 – Sretović (Vučurević) (SH) |                   | Dommer: Andrei Shrubok Linjedommere: István Máthé Levente-Szilard Siko |
| 8 min                                                      | Strafminutter                                                   | 10 min |                   | Dommer: Andrei Shrubok Linjedommere: István Máthé Levente-Szilard Siko |
| 26                                                         | Skud                                                            | 37 |                   | Dommer: Andrei Shrubok Linjedommere: István Máthé Levente-Szilard Siko |

| 6. april 2017 16:30 | Spanien | 3–5 (1–2, 0–1, 2–2) | Australien | Galați Skating Rink, Galați Tilskuere: 300 |

| Rapport | Rapport                                       | Rapport | Rapport        | Rapport                                                                   |
| --- | --------------------------------------------- | --- | -------------- | ------------------------------------------------------------------------- |
| | Ignacio García                                | Målmænd | Anthony Kimlin | Dommer: Ramon Sterkens Linjedommere: Stian Losneslokken Vladimir Yefremov |
| Carbonell (Quevedo, Betran) (PP) – 04:31 / Carbonell (Betran, Quevedo) (PP) – 50:59 / Rubio (Quevedo, Betran) (PP) – 58:32 | 0–1 / 1–1 / 1–2 / 1–3 / 1–4 / 2–4 / 3–4 / 3–5 | 00:44 – Rezek (L. Webster) / 06:52 – Taylor (Darge, Carpenter) / 21:59 – Baranzelli (Darge, Powell) (PP) / 40:24 – Rezek (Malloy, L. Webster) / 59:11 – Taylor (ENG) |                | Dommer: Ramon Sterkens Linjedommere: Stian Losneslokken Vladimir Yefremov |
| 6 min | Strafminutter                                 | 14 min |                | Dommer: Ramon Sterkens Linjedommere: Stian Losneslokken Vladimir Yefremov |
| 29 | Skud                                          | 26 |                | Dommer: Ramon Sterkens Linjedommere: Stian Losneslokken Vladimir Yefremov |

| 6. april 2017 20:00 | Rumænien | 0–2 (0–0, 0–1, 0–1) | Island | Galați Skating Rink, Galați Tilskuere: 2,600 |

| Rapport | Rapport       | Rapport                                                                  | Rapport         | Rapport                                                          |
| ------- | ------------- | ------------------------------------------------------------------------ | --------------- | ---------------------------------------------------------------- |
|         | Zoltán Toke   | Målmænd                                                                  | Dennis Hedström | Dommer: Andrea Moschen Linjedommere: Lodewyk Beelen Benas Jakšys |
|         | 0–1 / 0–2     | 25:27 – Kristinsson (Ólafsson) / 54:07 – Knútsson (R. Hedström, Pålsson) |                 | Dommer: Andrea Moschen Linjedommere: Lodewyk Beelen Benas Jakšys |
| 8 min   | Strafminutter | 16 min                                                                   |                 | Dommer: Andrea Moschen Linjedommere: Lodewyk Beelen Benas Jakšys |
| 41      | Skud          | 21                                                                       |                 | Dommer: Andrea Moschen Linjedommere: Lodewyk Beelen Benas Jakšys |

| 7. april 2017 13:00 | Serbien | 4–5 OT (0–3, 2–1, 2–0) OT: (0–1) | Spanien | Galați Skating Rink, Galați Tilskuere: 130 |

| Rapport | Rapport                                             | Rapport | Rapport        | Rapport                                                          |
| --- | --------------------------------------------------- | --- | -------------- | ---------------------------------------------------------------- |
| | Arsenije Ranković                                   | Målmænd | Ignacio García | Dommer: Andrea Moschen Linjedommere: Lodewyk Beelen Markus Eberl |
| Đumić (Bibić) – 22:14 / Ogrizović (Ristić) – 39:14 / Filipović (Crnogorac, Sretoviċ) – 44:58 / Milovanović (Zwick ,Filipović) – 55:44 | 0–1 / 0–2 / 0–3 / 1–3 / 1–4 / 2–4 / 3–4 / 4–4 / 4–5 | 04:59 – Betran (Quevedo, Rubio) / 13:26 – Baldris (Puyuelo, Rubio) / 18:56 – Boronat (Quevedo, Carbonell) / 29:11 – Fuentes (Puyuelo) (PP) / 63:15 – González (Brabo, Fuentes) |                | Dommer: Andrea Moschen Linjedommere: Lodewyk Beelen Markus Eberl |
| 22 min | Strafminutter                                       | 6 min |                | Dommer: Andrea Moschen Linjedommere: Lodewyk Beelen Markus Eberl |
| 35 | Skud                                                | 33 |                | Dommer: Andrea Moschen Linjedommere: Lodewyk Beelen Markus Eberl |

| 7. april 2017 16:30 | Island | 3–9 (1–3, 2–4, 0–2) | Belgien | Galați Skating Rink, Galați Tilskuere: 200 |

| Rapport                                                                                                | Rapport                                                               | Rapport | Rapport                              | Rapport                                                             |
| --- | --------------------------------------------------------------------- | --- | ------------------------------------ | ------------------------------------------------------------------- |
| | Arthur Legrand                                                        | Målmænd | Dennis Hedström Snorri Sigurbergsson | Dommer: Andrei Shrubok Linjedommere: Benas Jakšys Vladimir Yefremov |
| R. Hedström (Pålsson, Björnsson) – 17:37 / Mikaelsson (Pålsson) (PP) – 25:50 / Maack (Ingason) – 26:24 | 0–1 / 0–2 / 0–3 / 1–3 / 2–3 / 3–3 / 3–4 / 3–5 / 3–6 / 3–7 / 3–8 / 3–9 | 04:03 – V. Morgan (M. Morgan, Pellegrims) / 09:21 – Neven (Bremer, De Smet) (PP) / 15:17 – M. Morgan (V. Morgan) (SH) / 27:31 – Van den Bogaert (B. Kolodziejczyk, De Smet) / 31:46 – Pellegrims (M. Morgan, Distate) (PP) / 34:58 – V. Morgan (M. Morgan) / 35:21 – De Smet (Van den Bogaert, B. Kolodziejczyk) / 44:01 – De Smet (PS) / 55:14 – V. Morgan (M. Morgan) (SH) |                                      | Dommer: Andrei Shrubok Linjedommere: Benas Jakšys Vladimir Yefremov |
| 16 min                                                                                                 | Strafminutter                                                         | 14 min |                                      | Dommer: Andrei Shrubok Linjedommere: Benas Jakšys Vladimir Yefremov |
| 25 | Skud                                                                  | 31 |                                      | Dommer: Andrei Shrubok Linjedommere: Benas Jakšys Vladimir Yefremov |

| 7. april 2017 20:00 | Australien | 1–5 (1–1, 0–2, 0–2) | Rumænien | Galați Skating Rink, Galați Tilskuere: 2,800 |

| Rapport                                 | Rapport                           | Rapport | Rapport     | Rapport                                                            |
| --------------------------------------- | --------------------------------- | --- | ----------- | ------------------------------------------------------------------ |
|                                         | Anthony Kimlin                    | Målmænd | Zoltán Toke | Dommer: Aaro Brannare Linjedommere: Benas Jakšys Vladimir Yefremov |
| Rezek (L. Webster, Malloy) (PP) – 17:14 | 1–0 / 1–1 / 1–2 / 1–3 / 1–4 / 1–5 | 17:44 – S. Rokaly (Gecse, N. Rokaly) / 28:36 – Nagy (Mihály, Gliga) / 37:35 – M. Bíró (Georgescu, Bors) (PP) / 51:11 – Mihály (Gliga, Nagy) (PP) / 56:29 – Fodor (Gliga, Nagy) |             | Dommer: Aaro Brannare Linjedommere: Benas Jakšys Vladimir Yefremov |
| 43 min                                  | Strafminutter                     | 39 min |             | Dommer: Aaro Brannare Linjedommere: Benas Jakšys Vladimir Yefremov |
| 16                                      | Skud                              | 27 |             | Dommer: Aaro Brannare Linjedommere: Benas Jakšys Vladimir Yefremov |

| 9. april 2017 13:00 | Belgien | 0–3 (0–1, 0–1, 0–1) | Australien | Galați Skating Rink, Galați Tilskuere: 150 |

| Rapport | Rapport         | Rapport                                                                                                 | Rapport        | Rapport                                                              |
| ------- | --------------- | --- | -------------- | -------------------------------------------------------------------- |
|         | Arthur Legrand  | Målmænd                                                                                                 | Anthony Kimlin | Dommer: Andrei Shrubok Linjedommere: Stian Losneslokken István Máthé |
|         | 0–1 / 0–2 / 0–3 | 15:51 – Todd (Cliff, L. Webster) / 22:27 – Wong (Tesarik, Humphries) / 45:42 – Todd (L. Webster, Cliff) |                | Dommer: Andrei Shrubok Linjedommere: Stian Losneslokken István Máthé |
| 4 min   | Strafminutter   | 4 min                                                                                                   |                | Dommer: Andrei Shrubok Linjedommere: Stian Losneslokken István Máthé |
| 30      | Skud            | 23 |                | Dommer: Andrei Shrubok Linjedommere: Stian Losneslokken István Máthé |

| 9. april 2017 16:30 | Serbien | 6–0 (3–0, 2–0, 1–0) | Island | Galați Skating Rink, Galați Tilskuere: 200 |

| Rapport | Rapport                           | Rapport | Rapport         | Rapport                                                                |
| --- | --------------------------------- | ------- | --------------- | ---------------------------------------------------------------------- |
| | Arsenije Ranković                 | Målmænd | Dennis Hedström | Dommer: Andrea Moschen Linjedommere: Markus Eberl Levente-Szilard Siko |
| Vučurević (Popravko) – 03:51 / Brkušanin (Bjelogrlić, Bibić) – 13:55 / Vučurević (Sretoviċ, Popravko) – 16:04 / Brkušanin (Podunavac, Bibić) – 26:07 / Brkušanin (Crnogorac) – 34:16 / Vučurević (Crnogorac, Sretoviċ) – 40:55 | 1–0 / 2–0 / 3–0 / 4–0 / 5–0 / 6–0 |         |                 | Dommer: Andrea Moschen Linjedommere: Markus Eberl Levente-Szilard Siko |
| 6 min | Strafminutter                     | 12 min  |                 | Dommer: Andrea Moschen Linjedommere: Markus Eberl Levente-Szilard Siko |
| 27 | Skud                              | 28      |                 | Dommer: Andrea Moschen Linjedommere: Markus Eberl Levente-Szilard Siko |

| 9. april 2017 20:00 | Rumænien | 6–0 (1–0, 2–0, 3–0) | Spanien | Galați Skating Rink, Galați Tilskuere: 3,200 |

| Rapport | Rapport                           | Rapport | Rapport                   | Rapport                                                         |
| --- | --------------------------------- | ------- | ------------------------- | --------------------------------------------------------------- |
| | Zoltán Toke                       | Målmænd | Ignacio García Raúl Barbo | Dommer: Aaro Brannare Linjedommere: Lodewyk Beelen Benas Jakšys |
| S. Rokaly (Gecse) – 16:05 / O. Bíró (M. Bíró, Georgescu) – 22:24 / Mihály (G. Bíró, Gliga) – 32:52 / Mihály (M. Bíró) – 43:29 / Georgescu (Péter, Irimia) – 43:45 / Bors (Fodor) (PP) – 57:20 | 1–0 / 2–0 / 3–0 / 4–0 / 5–0 / 6–0 |         |                           | Dommer: Aaro Brannare Linjedommere: Lodewyk Beelen Benas Jakšys |
| 8 min | Strafminutter                     | 8 min   |                           | Dommer: Aaro Brannare Linjedommere: Lodewyk Beelen Benas Jakšys |
| 32 | Skud                              | 17      |                           | Dommer: Aaro Brannare Linjedommere: Lodewyk Beelen Benas Jakšys |

### Målmænd
Kun de første fem målmænd, baseret på redningsprocenter, der har spillet mindst 40% af deres minutter, er inkluderet i listen.
| Spiller           | TpI    | MM | MMG  | SM  | R%    | SO |
| ----------------- | ------ | -- | ---- | --- | ----- | -- |
| Zoltán Toke       | 288:21 | 5  | 1.04 | 90  | 94.44 | 1  |
| Anthony Kimlin    | 301:17 | 13 | 2.59 | 160 | 91.88 | 1  |
| Arsenije Ranković | 304:21 | 15 | 2.96 | 156 | 90.38 | 1  |
| Dennis Hedström   | 274:38 | 17 | 3.71 | 158 | 89.24 | 1  |
| Ignacio García    | 286:00 | 21 | 4.41 | 138 | 84.78 | 0  |

TpI = Tid på Is (minutes:seconds); SM = Skud mod; MM = Mål mod; MMG = Mål mod gennemsnit; Sv% = Redningsprocent; SO = Shutouts

Source: IIHF.com

## Division II B

### Deltagere
| Hold        | Kvalifikation                                            |
| ----------- | -------------------------------------------------------- |
| Kina        | 6. plads i Division II A sidste år, og dermed nedrykket. |
| Mexico      | 2. plads i Division II B sidste år.                      |
| Israel      | 3. plads i Division II B sidste år.                      |
| New Zealand | Vært, 4. plads i Division II B sidste år.                |
| Nordkorea   | 5. plads i Division II B sidste år.                      |
| Tyrkiet     | 1. plads i Division III sidste år, og dermed oprykning.  |

### Dommere
4 dommere og 7 linjedommere blev udtaget til turneringen.
| Referees - Chris Deweerdt - Scott Ferguson - Kenji Kosaka - Gints Zviedrītis | Linesmen - Chae Young-jin - Justin Cornell - Tyler Haslemore - Edward Howard - Nicholas Lee - Frederic Monnaie - Sotaro Yamaguchi |

### Stilling
| Pos | Hold        | K | V | OTV | OTT | T | MF | MM | M+/- | P  | Kvalifikation eller nedrykning |
| --- | ----------- | - | - | --- | --- | - | -- | -- | ---- | -- | ------------------------------ |
| 1   | Kina (P)    | 5 | 5 | 0   | 0   | 0 | 29 | 12 | +17  | 15 | Oprykning til Division II A    |
| 2   | New Zealand | 5 | 4 | 0   | 0   | 1 | 23 | 11 | +12  | 12 |                                |
| 3   | Israel      | 5 | 3 | 0   | 0   | 2 | 24 | 14 | +10  | 9  |                                |
| 4   | Nordkorea   | 5 | 1 | 0   | 0   | 4 | 18 | 33 | −15  | 3  |                                |
| 5   | Mexico      | 5 | 1 | 0   | 0   | 4 | 12 | 16 | −4   | 3  |                                |
| 6   | Tyrkiet     | 5 | 1 | 0   | 0   | 4 | 7  | 27 | −20  | 3  | Nedrykning til Division III    |

1. 1 2 3  North Korea 3 Pts, +4 GD; Mexico 3 Pts, +3 GD, Turkey 3 Pts, −7 GD

### Results
All times are local (UTC+12).
| 4. april 2017 13:00 | Mexico | 5–1 (1–0, 3–1, 1–0) | Nordkorea | Paradice Botany Downs, Auckland Tilskuere: 100 |

| Rapport | Rapport                           | Rapport               | Rapport      | Rapport                                                              |
| --- | --------------------------------- | --------------------- | ------------ | -------------------------------------------------------------------- |
| | Alfonso de Alba                   | Målmænd               | Pak Kuk-chol | Dommer: Scott Ferguson Linjedommere: Justin Cornell Frederic Monnaie |
| De la Vega (Majul, Gómez) – 18:52 / Pérez (Majul) – 25:47 / De la Vega (Gómez, Majul) – 26:50 / Pérez (Nalera, Bermejo) – 32:06 / Rubio (Kelo, Sierra) – 53:46 | 1–0 / 2–0 / 3–0 / 4–0 / 4–1 / 5–1 | 35:51 – Ri C. (Ri P.) |              | Dommer: Scott Ferguson Linjedommere: Justin Cornell Frederic Monnaie |
| 12 min | Strafminutter                     | 4 min                 |              | Dommer: Scott Ferguson Linjedommere: Justin Cornell Frederic Monnaie |
| 29 | Skud                              | 30                    |              | Dommer: Scott Ferguson Linjedommere: Justin Cornell Frederic Monnaie |

| 4. april 2017 16:30 | Israel | 2–5 (1–2, 1–0, 0–3) | Kina | Paradice Botany Downs, Auckland Tilskuere: 100 |

| Rapport                                                      | Rapport                                 | Rapport | Rapport   | Rapport                                                             |
| ------------------------------------------------------------ | --------------------------------------- | --- | --------- | ------------------------------------------------------------------- |
|                                                              | Maxim Gokhberg                          | Målmænd | Sun Zehao | Dommer: Gints Zviedrītis Linjedommere: Chae Young-jin Edward Howard |
| Kozhevnikov (Klein) – 19:40 / R. Aharonovich (Kafri) – 39:21 | 0–1 / 0–2 / 1–2 / 2–2 / 2–3 / 2–4 / 2–5 | 00:53 – Xia (Zhang C.) / 01:58 – Ying (Zhang Z.) / 47:24 – Zhang P. (Guan) / 55:39 – Zhang Z. (Hu, Yang) / 59:59 – Zhang H. (Ji, Ying) (ENG) |           | Dommer: Gints Zviedrītis Linjedommere: Chae Young-jin Edward Howard |
| 6 min                                                        | Strafminutter                           | 8 min |           | Dommer: Gints Zviedrītis Linjedommere: Chae Young-jin Edward Howard |
| 28                                                           | Skud                                    | 35 |           | Dommer: Gints Zviedrītis Linjedommere: Chae Young-jin Edward Howard |

| 4. april 2017 20:00 | Tyrkiet | 1–4 (0–1, 0–2, 1–1) | New Zealand | Paradice Botany Downs, Auckland Tilskuere: 350 |

| Rapport                | Rapport                     | Rapport                                                                                               | Rapport    | Rapport                                                            |
| ---------------------- | --------------------------- | --- | ---------- | ------------------------------------------------------------------ |
|                        | Tolga Bozacı                | Målmænd                                                                                               | Rick Parry | Dommer: Chris Deweerdt Linjedommere: Nicholas Lee Sotaro Yamaguchi |
| Semiz (Coşkun) – 59:55 | 0–1 / 0–2 / 0–3 / 0–4 / 1–4 | 17:57 – Heyd (Challis) / 20:29 – Challis / 24:58 – Ratcliffe (Eaden, Polozov) / 55:14 – Challis (Cox) |            | Dommer: Chris Deweerdt Linjedommere: Nicholas Lee Sotaro Yamaguchi |
| 12 min                 | Strafminutter               | 6 min                                                                                                 |            | Dommer: Chris Deweerdt Linjedommere: Nicholas Lee Sotaro Yamaguchi |
| 22                     | Skud                        | 44 |            | Dommer: Chris Deweerdt Linjedommere: Nicholas Lee Sotaro Yamaguchi |

| 5. april 2017 13:00 | Mexico | 2–6 (0–0, 0–4, 2–2) | Israel | Paradice Botany Downs, Auckland Tilskuere: 100 |

| Rapport                                                | Rapport                                       | Rapport | Rapport        | Rapport                                                           |
| ------------------------------------------------------ | --------------------------------------------- | --- | -------------- | ----------------------------------------------------------------- |
|                                                        | Alfonso de Alba Richard Albrecht              | Målmænd | Maxim Gokhberg | Dommer: Kenji Kosaka Linjedommere: Chae Young-jin Tyler Haslemore |
| Gómez (Ugarte, Colás) – 50:27 / Majul (Sierra) – 51:44 | 0–1 / 0–2 / 0–3 / 0–4 / 1–4 / 2–4 / 2–5 / 2–6 | 30:49 – R. Aharonovich (PP) / 32:51 – Spektor (Klein) / 33:10 – Mazour (R. Aharonovich, Vernyy) / 39:13 – Kozevnikov (Spivak, Klein) (PP) / 52:16 – Spektor (Klein) / 55:54 – Mazour (Kozevnikov, Kozhevnikov) (PP) |                | Dommer: Kenji Kosaka Linjedommere: Chae Young-jin Tyler Haslemore |
| 16 min                                                 | Strafminutter                                 | 12 min |                | Dommer: Kenji Kosaka Linjedommere: Chae Young-jin Tyler Haslemore |
| 27                                                     | Skud                                          | 33 |                | Dommer: Kenji Kosaka Linjedommere: Chae Young-jin Tyler Haslemore |

| 5. april 2017 16:30 | Nordkorea | 11–3 (6–0, 4–2, 1–1) | Tyrkiet | Paradice Botany Downs, Auckland Tilskuere: 100 |

| Rapport | Rapport                                                                               | Rapport                                                                                    | Rapport                       | Rapport                                                              |
| --- | ------------------------------------------------------------------------------------- | ------------------------------------------------------------------------------------------ | ----------------------------- | -------------------------------------------------------------------- |
| | Pak Kuk-chol Pak Il                                                                   | Målmænd                                                                                    | Tolga Bozacı Muhammed Karagül | Dommer: Gints Zviedrītis Linjedommere: Nicholas Lee Sotaro Yamaguchi |
| Ri P. – 02:58 / Hong (Ri C.) – 07:09 / Kim H. (Kim S.) – 07:33 / An (Hong, Ri P.) (SH) – 10:30 / Kim.S (Kang M.) – 12:59 / Hong (Ri C., Kim S.) (PP) – 18:47 / Ri C. (PP) – 25:27 / Kim M. (Ri P.) – 29:04 / Kim Kw. (Kang I.) – 32:56 / Hong (Ri P.) – 34:33 / Kim Kw. (Kang M.) – 42:15 | 1–0 / 2–0 / 3–0 / 4–0 / 5–0 / 6–0 / 7–0 / 7–1 / 8–1 / 9–1 / 10–1 / 10–2 / 11–2 / 11–3 | 27:11 – Halil (Öztürk, Çetinkaya) (PP) / 36:21 – Gümüş / 49:18 – Halil (Semiz, Gümüş) (PP) |                               | Dommer: Gints Zviedrītis Linjedommere: Nicholas Lee Sotaro Yamaguchi |
| 12 min | Strafminutter                                                                         | 12 min                                                                                     |                               | Dommer: Gints Zviedrītis Linjedommere: Nicholas Lee Sotaro Yamaguchi |
| 41 | Skud                                                                                  | 16                                                                                         |                               | Dommer: Gints Zviedrītis Linjedommere: Nicholas Lee Sotaro Yamaguchi |

| 5. april 2017 20:00 | Kina | 5–2 (1–1, 1–1, 3–0) | New Zealand | Paradice Botany Downs, Auckland Tilskuere: 450 |

| Rapport | Rapport                                 | Rapport                                                                   | Rapport    | Rapport                                                              |
| --- | --------------------------------------- | ------------------------------------------------------------------------- | ---------- | -------------------------------------------------------------------- |
| | Sun Zehao                               | Målmænd                                                                   | Rick Parry | Dommer: Scott Ferguson Linjedommere: Justin Cornell Frederic Monnaie |
| Ji (Zhang H., Zhang Z.) (PP) – 18:24 / Yang (Xia, Hu) (PP) – 27:40 / Xiang (Yang, Liang) – 47:31 / Zhang P. (Hu) – 50:23 / Xiang (ENG) – 59:33 | 0–1 / 1–1 / 1–2 / 2–2 / 3–2 / 4–2 / 5–2 | 11:59 – Heyd (Ruddle, Haines) / 24:54 – Ruddle (Polozov, Ratcliffe) (PP2) |            | Dommer: Scott Ferguson Linjedommere: Justin Cornell Frederic Monnaie |
| 12 min | Strafminutter                           | 10 min                                                                    |            | Dommer: Scott Ferguson Linjedommere: Justin Cornell Frederic Monnaie |
| 40 | Skud                                    | 25                                                                        |            | Dommer: Scott Ferguson Linjedommere: Justin Cornell Frederic Monnaie |

| 7. april 2017 13:00 | Kina | 8–3 (6–1, 1–1, 1–1) | Nordkorea | Paradice Botany Downs, Auckland Tilskuere: 100 |

| Rapport | Rapport                                                         | Rapport                                                                            | Rapport | Rapport                                                             |
| --- | --------------------------------------------------------------- | ---------------------------------------------------------------------------------- | ------- | ------------------------------------------------------------------- |
| | Sun Zehao                                                       | Målmænd                                                                            | Pak Il  | Dommer: Chris Deweerdt Linjedommere: Edward Howard Frederic Monnaie |
| Zhang Z. (Lu, Ying) – 01:57 / Zhang C. (Chen) – 02:31 / Zhang H. (Li Z.) – 07:15 / Liu Q. (Ji) (PP) – 12:18 / Yang (PP) – 16:46 / Guan (Chen) – 19:59 / Yang (Hu, Zhang C.) (PP2) – 30:34 / Xia (Guan) (SH) – 50:47 | 1–0 / 2–0 / 3–0 / 4–0 / 4–1 / 5–1 / 6–1 / 6–2 / 7–2 / 8–2 / 8–3 | 14:49 – Kim C.-g. (An, Kim Kw.) / 23:20 – Kim C.-g. / 59:59 – Kim Kw. (Ri C.) (PP) |         | Dommer: Chris Deweerdt Linjedommere: Edward Howard Frederic Monnaie |
| 18 min | Strafminutter                                                   | 22 min                                                                             |         | Dommer: Chris Deweerdt Linjedommere: Edward Howard Frederic Monnaie |
| 37 | Skud                                                            | 28                                                                                 |         | Dommer: Chris Deweerdt Linjedommere: Edward Howard Frederic Monnaie |

| 7. april 2017 16:30 | Mexico | 0–1 (0–1, 0–0, 0–0) | Tyrkiet | Paradice Botany Downs, Auckland Tilskuere: 100 |

| Rapport | Rapport          | Rapport                    | Rapport      | Rapport                                                             |
| ------- | ---------------- | -------------------------- | ------------ | ------------------------------------------------------------------- |
|         | Richard Albrecht | Målmænd                    | Tolga Bozacı | Dommer: Scott Ferguson Linjedommere: Chae Young-jin Tyler Haslemore |
|         | 0–1              | 17:11 – Bakal (Savaş) (SH) |              | Dommer: Scott Ferguson Linjedommere: Chae Young-jin Tyler Haslemore |
| 12 min  | Strafminutter    | 35 min                     |              | Dommer: Scott Ferguson Linjedommere: Chae Young-jin Tyler Haslemore |
| 24      | Skud             | 18                         |              | Dommer: Scott Ferguson Linjedommere: Chae Young-jin Tyler Haslemore |

| 7. april 2017 20:00 | Israel | 2–5 (1–3, 0–2, 1–0) | New Zealand | Paradice Botany Downs, Auckland Tilskuere: 500 |

| Rapport                                                   | Rapport                                   | Rapport | Rapport    | Rapport                                                            |
| --------------------------------------------------------- | ----------------------------------------- | --- | ---------- | ------------------------------------------------------------------ |
|                                                           | Maxim Gokhberg                            | Målmænd | Rick Parry | Dommer: Kenji Kosaka Linjedommere: Justin Cornell Sotaro Yamaguchi |
| Spektor (Klein) (SH) – 18:24 / Spektor (Kapulkin) – 44:56 | 0–1 / 0–2 / 0–3 / 1–3 / 1–4 / 1–5 / 2–5 / | 01:48 – Burns (Henderson, Cox) (PP) / 03:31 – Ratcliffe (Ellis, Jackson) / 16:46 – Ratcliffe (Eaden, Henderson) / 27:34 – Ratcliffe (Eaden, Craig) (PP) / 36:41 – Heyd (Ratcliffe) |            | Dommer: Kenji Kosaka Linjedommere: Justin Cornell Sotaro Yamaguchi |
| 12 min                                                    | Strafminutter                             | 14 min |            | Dommer: Kenji Kosaka Linjedommere: Justin Cornell Sotaro Yamaguchi |
| 39                                                        | Skud                                      | 38 |            | Dommer: Kenji Kosaka Linjedommere: Justin Cornell Sotaro Yamaguchi |

| 9. april 2017 13:00 | Tyrkiet | 2–7 (1–2, 0–2, 1–3) | Kina | Paradice Botany Downs, Auckland Tilskuere: 100 |

| Rapport                                                     | Rapport                                             | Rapport | Rapport   | Rapport                                                           |
| ----------------------------------------------------------- | --------------------------------------------------- | --- | --------- | ----------------------------------------------------------------- |
|                                                             | Muhammed Karagül                                    | Målmænd | Sun Zehao | Dommer: Kenji Kosaka Linjedommere: Chae Young-jin Tyler Haslemore |
| Bakal (Semiz, Y. Kars) (PP) – 16:59 / Bakal (Semiz) – 53:29 | 0–1 / 0–2 / 1–2 / 1–3 / 1–4 / 1–5 / 1–6 / 2–6 / 2–7 | 07:30 – Zhang H. (Liu Q.) (PP) / 10:09 – Zhang C. (Xia, Chen) / 27:10 – Zhang Z. (Liu Q., Zhang H.) (PP) / 39:42 – Zhang C. (Chen) (PP) / 43:49 – Zhang C. / 49:59 – Xiang (Zhang Z., Ying) / 54:46 – Zhang H. (Li H., Bao) |           | Dommer: Kenji Kosaka Linjedommere: Chae Young-jin Tyler Haslemore |
| 16 min                                                      | Strafminutter                                       | 14 min |           | Dommer: Kenji Kosaka Linjedommere: Chae Young-jin Tyler Haslemore |
| 27                                                          | Skud                                                | 32 |           | Dommer: Kenji Kosaka Linjedommere: Chae Young-jin Tyler Haslemore |

| 9. april 2017 16:30 | Nordkorea | 2–9 (0–1, 1–6, 1–2) | Israel | Paradice Botany Downs, Auckland Tilskuere: 100 |

| Rapport                                           | Rapport                                                         | Rapport | Rapport                   | Rapport                                                             |
| ------------------------------------------------- | --------------------------------------------------------------- | --- | ------------------------- | ------------------------------------------------------------------- |
|                                                   | Pak Il                                                          | Målmænd | Maxim Gokhberg Nir Tichon | Dommer: Chris Deweerdt Linjedommere: Edward Howard Sotaro Yamaguchi |
| Kim M (Ri C., Ri P.) – 37:13 / Ri C. (SH) – 53:49 | 0–1 / 0–2 / 0–3 / 0–4 / 0–5 / 0–6 / 0–7 / 1–7 / 1–8 / 2–8 / 2–9 | 12:47 – R. Aharonovich (Spektor) (PP) / 28:43 – Spektor (R. Aharonovich, Kozevnikov) (PP) / 32:09 – R. Aharonovich (Spektor, Mazour) (PP) / 33:06 – Kozhevnikov (Vernyy) / 34:30 – Klein (Mazour) / 35:30 – Klein (Vernyy) / 35:57 – Kozevnikov (Kozhevnikov) / 43:26 – Klein (Kozhevnikov) (PP) / 57:03 – Spektor (Klein) (SH) |                           | Dommer: Chris Deweerdt Linjedommere: Edward Howard Sotaro Yamaguchi |
| 30 min                                            | Strafminutter                                                   | 6 min |                           | Dommer: Chris Deweerdt Linjedommere: Edward Howard Sotaro Yamaguchi |
| 20                                                | Skud                                                            | 47 |                           | Dommer: Chris Deweerdt Linjedommere: Edward Howard Sotaro Yamaguchi |

| 9. april 2017 20:00 | New Zealand | 4–2 (2–0, 1–2, 1–0) | Mexico | Paradice Botany Downs, Auckland Tilskuere: 518 |

| Rapport                                                                                                  | Rapport                           | Rapport                                                      | Rapport         | Rapport                                                              |
| --- | --------------------------------- | ------------------------------------------------------------ | --------------- | -------------------------------------------------------------------- |
| | Rick Parry                        | Målmænd                                                      | Alfonso de Alba | Dommer: Gints Zviedrītis Linjedommere: Nicholas Lee Frederic Monnaie |
| Ellis – 18:52 / Eaden (Ruddle) (PP) – 19:39 / Sandoy (Heyd) – 36:14 / Ratcliffe (Eaden, Polozov) – 55:40 | 1–0 / 2–0 / 2–1 / 3–1 / 3–2 / 4–2 | 23:54 – De la Vega / 38:46 – De la Vega (Ugarte, Gómez) (PP) |                 | Dommer: Gints Zviedrītis Linjedommere: Nicholas Lee Frederic Monnaie |
| 8 min | Strafminutter                     | 10 min                                                       |                 | Dommer: Gints Zviedrītis Linjedommere: Nicholas Lee Frederic Monnaie |
| 43 | Skud                              | 32                                                           |                 | Dommer: Gints Zviedrītis Linjedommere: Nicholas Lee Frederic Monnaie |

| 10. april 2017 13:00 | Israel | 5–0 (1–0, 1–0, 3–0) | Tyrkiet | Paradice Botany Downs, Auckland Tilskuere: 101 |

| Rapport | Rapport                     | Rapport | Rapport      | Rapport                                                             |
| --- | --------------------------- | ------- | ------------ | ------------------------------------------------------------------- |
| | Maxim Gokhberg              | Målmænd | Tolga Bozacı | Dommer: Chris Deweerdt Linjedommere: Edward Howard Frederic Monnaie |
| Mazour (Vernyy, Klein) – 08:46 / Greenberg (Kozhevnikov) – 22:03 / Klein (Vernyy, Kozevnikov) (PP2) – 46:16 / Mazour (Spektor, R. Aharonovich) (PP) – 47:11 / Mazour (Kozhevnikov, Kozevnikov) (PP) – 51:49 | 1–0 / 2–0 / 3–0 / 4–0 / 5–0 |         |              | Dommer: Chris Deweerdt Linjedommere: Edward Howard Frederic Monnaie |
| 14 min | Strafminutter               | 14 min  |              | Dommer: Chris Deweerdt Linjedommere: Edward Howard Frederic Monnaie |
| 33 | Skud                        | 26      |              | Dommer: Chris Deweerdt Linjedommere: Edward Howard Frederic Monnaie |

| 10. april 2017 16:30 | Kina | 4–3 (2–0, 2–3, 0–0) | Mexico | Paradice Botany Downs, Auckland Tilskuere: 103 |

| Rapport                                                                                   | Rapport                                 | Rapport                                                                                             | Rapport         | Rapport                                                             |
| ----------------------------------------------------------------------------------------- | --------------------------------------- | --------------------------------------------------------------------------------------------------- | --------------- | ------------------------------------------------------------------- |
|                                                                                           | Sun Zehao                               | Målmænd                                                                                             | Alfonso de Alba | Dommer: Gints Zviedrītis Linjedommere: Tyler Haslemore Nicholas Lee |
| Xia (Hu) (PP) – 07:46 / Liang (Lu, Zhang C.) (PP) – 18:18 / Lu – 35:40 / Xia (SH) – 36:47 | 1–0 / 2–0 / 2–1 / 3–1 / 4–1 / 4–2 / 4–3 | 26:39 – Gómez (Colás, Pérez) / 37:55 – Colás (Majul, Gómez) (PP) / 39:18 – Majul (Kelo, Gómez) (PP) |                 | Dommer: Gints Zviedrītis Linjedommere: Tyler Haslemore Nicholas Lee |
| 50 min                                                                                    | Strafminutter                           | 16 min                                                                                              |                 | Dommer: Gints Zviedrītis Linjedommere: Tyler Haslemore Nicholas Lee |
| 38                                                                                        | Skud                                    | 40                                                                                                  |                 | Dommer: Gints Zviedrītis Linjedommere: Tyler Haslemore Nicholas Lee |

| 10. april 2017 20:00 | New Zealand | 8–1 (2–1, 4–0, 2–0) | Nordkorea | Paradice Botany Downs, Auckland Tilskuere: 407 |

| Rapport | Rapport                                             | Rapport                             | Rapport | Rapport                                                              |
| --- | --------------------------------------------------- | ----------------------------------- | ------- | -------------------------------------------------------------------- |
| | Aston Brookes                                       | Målmænd                             | Pak Il  | Dommer: Scott Ferguson Linjedommere: Justin Cornell Sotaro Yamaguchi |
| Challis (Heyd, Henderson) – 00:57 / Ratcliffe (Craig) – 19:42 / Ruddle – 22:24 / Cox (Henderson, Challis) (PP) – 26:44 / Ruddle (Polozov, Ratcliffe) (PP) – 34:12 / Ruddle (Craig, Ratcliffe) (PP) – 39:58 / Challis (Henderson) – 59:17 / Hay (Polozov, Harrop) – 59:40 | 1–0 / 1–1 / 2–1 / 3–1 / 4–1 / 5–1 / 6–1 / 7–1 / 8–1 | 15:20 – Kim C.-g. (Kang M., Kim N.) |         | Dommer: Scott Ferguson Linjedommere: Justin Cornell Sotaro Yamaguchi |
| 12 min | Strafminutter                                       | 16 min                              |         | Dommer: Scott Ferguson Linjedommere: Justin Cornell Sotaro Yamaguchi |
| 43 | Skud                                                | 25                                  |         | Dommer: Scott Ferguson Linjedommere: Justin Cornell Sotaro Yamaguchi |

### Priser og statistikker

#### Målmænd
Kun de første fem målmænd, baseret på redningsprocenter, der har spillet mindst 40% af deres minutter, er inkluderet i listen.
| Spiller         | TpI    | MM | MMG  | SM  | R%    | SO |
| --------------- | ------ | -- | ---- | --- | ----- | -- |
| Rick Parry      | 239:45 | 9  | 2.25 | 134 | 93.28 | 0  |
| Sun Zehao       | 300:00 | 12 | 2.40 | 148 | 91.89 | 0  |
| Maxim Gokhberg  | 289:28 | 12 | 2.49 | 142 | 91.55 | 1  |
| Alfonso de Alba | 218:39 | 13 | 3.57 | 133 | 90.23 | 0  |
| Tolga Bozacı    | 190:30 | 13 | 4.09 | 115 | 88.70 | 1  |

TpI = Tid på Is (minutes:seconds); SM = Skud mod; MM = Mål mod; MMG = Mål mod gennemsnit; Sv% = Redningsprocent; SO = Shutouts

Source: IIHF.com